# Mnasilus
Mnasilus is een geslacht van vlinders van de familie dikkopjes (Hesperiidae), uit de onderfamilie Hesperiinae.

## Soorten
- M. allubita (Butler, 1877)
- M. penicillatus Godman, 1900